# Jarnac-Champagne
Jarnac-Champagne là một xã trong tỉnh Charente-Maritime trong vùng Nouvelle-Aquitaine tây nam nước Pháp. Xã này nằm ở khu vực có độ cao trung bình 67 mét trên mực nước biển.

## Lịch sử dân số
| Năm  | Dân số | Mật độ | Phần trăm của tổng |
| ---- | ------ | ------ | ------------------ |
| 1962 | 825    | -      | -                  |
| 1968 | 846    | -      | -                  |
| 1975 | 762    | -      | -                  |
| 1982 | 730    | -      | -                  |
| 1990 | 713    | -      | -                  |
| 1999 | 727    | 33/km² | 11.82%             |